# Pristimantis chiastonotus
Espèce
Synonymes
- Eleutherodactylus chiastonotus Lynch & Hoogmoed, 1977

Statut de conservation UICN

 LC  : Préoccupation mineure
Pristimantis chiastonotus est une espèce d'amphibiens de la famille des Craugastoridae.

## Répartition
Cette espèce se rencontre du niveau de la mer jusqu'à 700 m d'altitude :
- au Suriname ;
- en Guyane ;
- au Brésil dans l'État d'Amapá.

Sa présence est incertaine au Guyana.

## Description
Les mâles mesurent de 26,7 à 39,7 mm et les femelles de 37,5 à 53,4 mm.

## Publication originale
- Lynch & Hoogmoed, 1977 : Two new species of Eleutherodactylus (Amphibia : Leptodactylidae) from northeastern South America. Proceedings of the Biological Society of Washington, vol. 90, no 2, p. 424-439 (texte intégral).